# Saison 2020-2021 du SCO d'Angers
Maillots
Chronologie
Saison précédente Saison suivante
La saison 2020-2021 du Angers SCO est la vingt-huitième saison du club angevin en première division du championnat de France, la sixième consécutive du club au sommet de la hiérarchie du football français.
Le club évolue en Ligue 1 et en Coupe de France.

## Transferts

### Transferts estivaux
| Nom                   | Nationalité   | Poste     | Transfert    | Provenance/Destination | Division           |
| --------------------- | ------------- | --------- | ------------ | ---------------------- | ------------------ |
| Arrivées 11 000 000 € |               |           |              |                        |                    |
| Paul Bernardoni       | France        | Gardien   | 7 500 000 €  | FCG Bordeaux           | Ligue 1            |
| Souleyman Doumbia     | Côte d'Ivoire | Défenseur | 3 000 000 €  | Stade rennais          | Ligue 1            |
| Enzo Ebosse           | France        | Défenseur | 500 000 €    | Le Mans FC             | National           |
| Noah Fatar            | France        | Attaquant | Transfert    | Lille OSC              | Ligue 1            |
| Kevin Bemanga         | France        | Attaquant | Transfert    | Paris FC               | Ligue 2            |
| Kévin Boma            | France        | Défenseur | Transfert    | Tours FC               | National 3         |
| Sofiane Boufal        | Maroc         | Milieu    | Libre        | Southampton FC         | Premier League     |
| Loïs Diony            | France        | Attaquant | Libre        | AS Saint-Étienne       | Ligue 1            |
| Jimmy Cabot           | France        | Milieu    | Libre        | FC Lorient             | Ligue 1            |
| Ibrahim Amadou        | France        | Milieu    | Prêt (OA)    | FC Séville             | Liga Santander     |
| Lassana Coulibaly     | Mali          | Milieu    | Retour prêt  | Cercle Bruges          | Jupiler Pro League |
| Vincent Pajot         | France        | Milieu    | Retour prêt  | FC Metz                | Ligue 1            |
| Pape Djibril Diaw     | Sénégal       | Défenseur | Retour prêt  | SM Caen                | Ligue 2            |
| Harrison Manzala      | RD Congo      | Milieu    | Retour prêt  | Le Mans FC             | Ligue 2            |
| Baptiste Guillaume    | Belgique      | Attaquant | Retour prêt  | Valenciennes FC        | Ligue 2            |
| Thomas Touré          | Côte d'Ivoire | Attaquant | Retour prêt  | FC Sochaux             | Ligue 2            |
| Ibrahim Cissé         | France        | Défenseur | Retour prêt  | Paris FC               | Ligue 2            |
| Départs 10 700 000 €  |               |           |              |                        |                    |
| Baptiste Santamaria   | France        | Milieu    | 10 000 000 € | SC Fribourg            | Bundesliga         |
| Vincent Pajot         | France        | Milieu    | 700 000 €    | FC Metz                | Ligue 1            |
| Wilfried Kanga        | France        | Attaquant | Transfert    | Kayserispor            | Süper Lig          |
| Harrison Manzala      | RD Congo      | Milieu    | Libre        | Kayserispor            | Süper Lig          |
| Baptiste Guillaume    | Belgique      | Attaquant | Libre        | Valenciennes FC        | Ligue 2            |
| Ibrahim Cissé         | France        | Défenseur | Libre        | USL Dunkerque          | Ligue 2            |
| Théo Pellenard        | France        | Défenseur | Libre        | Valenciennes FC        | Ligue 2            |
| Pape Djibril Diaw     | Sénégal       | Défenseur | Libre        |                        |                    |
| Rayan Aït-Nouri       | France        | Défenseur | Prêt (OA)    | Wolverhampton          | Premier League     |
| Anthony Gomez-Mancini | France        | Milieu    | Prêt         | Burnley FC             | Premier League     |
| Casimir Ninga         | Tchad         | Attaquant | Prêt         | Sivasspor              | Süper Lig          |
| Jason Mbock           | France        | Attaquant | Prêt         | Neuchâtel Xamax        | Challenge League   |
| Anthony Mandréa       | France        | Gardien   | Prêt         | SO Cholet              | National           |
| Souleyman Doumbia     | Côte d'Ivoire | Défenseur | Retour prêt  | Stade rennais          | Ligue 1            |

### Transferts hivernaux
| Nom            | Nationalité | Poste     | Transfert | Provenance/Destination | Division        |
| -------------- | ----------- | --------- | --------- | ---------------------- | --------------- |
| Arrivée        |             |           |           |                        |                 |
| Yassin Fortuné | France      | Attaquant | Prêt      | FC Sion                | Super League    |
| Départs        |             |           |           |                        |                 |
| Haithem Loucif | Algérie     | Défenseur | Libre     | USM Alger              | Ligue 1 Mobilis |
| Kevin Bemanga  | France      | Attaquant | Prêt      | FC Sion                | Super League    |

## Championnat
La Ligue 1 2020-2021 est la quatre-vingt troisième édition du championnat de France de football et la dix-septième sous l'appellation « Ligue 1 ». La division oppose vingt clubs en une série de trente-huit rencontres. Les meilleurs de ce championnat se qualifient pour les coupes d'Europe que sont la Ligue des Champions (le podium) et la Ligue Europa (le quatrième et les vainqueurs des coupes nationales). Le SCO participe à cette compétition pour la vingt-huitième fois de son histoire et la sixième fois de suite depuis la saison 2015-2016.

### Classement
| Rang | Équipe                | Pts | J  | G  | N  | P  | Bp | Bc | Diff |
| ---- | --------------------- | --- | -- | -- | -- | -- | -- | -- | ---- |
| 11   | AS Saint-Étienne      | 46  | 38 | 12 | 10 | 16 | 42 | 54 | −12  |
| 12   | Girondins de Bordeaux | 45  | 38 | 13 | 6  | 19 | 42 | 56 | −14  |
| 13   | Angers SCO            | 44  | 38 | 12 | 8  | 18 | 40 | 58 | −18  |
| 14   | Stade de Reims        | 42  | 38 | 9  | 15 | 14 | 42 | 50 | −8   |
| 15   | RC Strasbourg Alsace  | 42  | 38 | 11 | 9  | 18 | 49 | 58 | −9   |

## Joueurs

### Effectif professionnel actuel
Le tableau ci-dessous recense l'effectif professionnel d'Angers SCO pour la saison 2020-2021.

### Équipe Réserve Angers SCO N2
Ce tableau liste l'effectif de la réserve du SCO d'Angers pour la saison 2020-2021.